# محمد خلیل المرادی
محمد خلیل المرادی (عربی: محمد خليل المرادي) ; (زاده: ۱۷۵۹ - درگذشته: ۱۷۹۱) فرزند علی، فرزند محمد، فرزند محمد مراد، معروف به مُرادی، حسینی حنفی دمشقی است که در سال ۱۷۵۹ میلادی برابر با ۱۱۷۳ هجری در دمشق به دنیا آمد و در سال ۱۷۹۱میلادی، یعنی ۱۲۰۶ هجری در شهر حلب درگذشت.
مفتی دمشق و شام و مورخ، در خانواده ای دارای علم و مناصب دولتی، متولد شد و در دمشق رشد کرد، و خواندن قرآن را از شیخ سلیمان المصری فراگرفت و علم و ادب و زبان ترکی را مطالعه کرد و به درجات بالایی از علم رسید و به خوش‌اخلاقی شناخته می‌شد. به مقامات بالایی از جمله مفتی دمشق در سال ۱۱۹۲ رسید.

## تالیفات
تعدادی از تألیفات او از جمله: کتاب «سلک الدرر فی أعیان القرن الثانی عشر» چاپ کتابفروشی مثنی در بغداد، و نامه‌ای که برخی از دانشمندان حلب آن را ترجمه کرده‌اند و یک فرهنگ لغت و کتاب «فتوای دمشق شام» چاپ دمشق می‌باشد.